# Pimpinella stadensis
Pimpinella stadensis är en flockblommig växtart som beskrevs av David Nathaniel Friedrich Dietrich. Pimpinella stadensis ingår i släktet bockrötter, och familjen flockblommiga växter. Inga underarter finns listade i Catalogue of Life.